# My Brother the Cow
My Brother the Cow je v pořadí páté album americké grungeové kapely Mudhoney. Bylo nahráno v roce 1994, avšak vyšlo až 28. března následujícího roku. V roce 2003 vyšla revidovaná verze alba, která obsahovala bonusové skladby navíc.

## Seznam skladeb
1. "Judgement, Rage, Retribution & Thyme" – 2:34
2. "Generation Spokesmodel" – 2:33
3. "What Moves the Heart?" – 3:12
4. "Today, Is a Good Day" – 3:05
5. "Into Yer Shtik" – 3:48
6. "In My Finest Suit" – 4:57
7. "F.D.K. (Fearless Doctor Killers)" – 2:16
8. "Orange Ball-peen Hammer" – 3:21
9. "Crankcase Blues" – 3:06
10. "Execution Style" – 2:24
11. "Dissolve" – 3:17
12. "1995" – 5:43
13. "woC ehT rehtorB yM" (Hidden Track) – 39:00